# .sy
.sy je internetová národní doména nejvyššího řádu pro Sýrii.
Rezervované domény 2. úrovně:
.edu.sy, .gov.sy, .net.sy, .mil.sy, .com.sy, .org.sy